# Босния и Герцеговина на летних Олимпийских играх 2024

## Квалификация
| № п/п | Вид спорта      | Мужчины        | Мужчины                | Женщины        | Женщины                | Всего          | Всего                  |
| № п/п | Вид спорта      | Завоевано квот | Количество спортсменов | Завоевано квот | Количество спортсменов | Завоевано квот | Количество спортсменов |
| ----- | --------------- | -------------- | ---------------------- | -------------- | ---------------------- | -------------- | ---------------------- |
| 1     | Дзюдо           |                |                        | 2              | 2                      | 2              | 2                      |
| 2     | Лёгкая атлетика | 1              | 1                      |                |                        | 1              | 1                      |
| 3     | Плавание        | 1              | 1                      | 2              | 1                      | 3              | 2                      |
|       | ИТОГО           | 2              | 2                      | 4              | 3                      | 6              | 5                      |

## Состав команды
Дзюдо
1. Александра Самарджич[англ.]
2. Лариса Церич

 Лёгкая атлетика
1. Месуд Пезер[англ.]

 Плавание
1. Йован Лекич[англ.]
2. Лана Пудар

## Дзюдо
Босния и Герцеговина получила по рейтингу IJF два места в женские соревнования.
| Спортсмен            | Категория           | 1/16 финала             | 1/8 финала                | 1/4 финала              | 1/2 финала            | Утеш. поединки        | Финал / За 3 место    | Финал / За 3 место    |
| Спортсмен            | Категория           | Соперник Результат      | Соперник Результат        | Соперник Результат      | Соперник Результат    | Соперник Результат    | Соперник Результат    | Место                 |
| -------------------- | ------------------- | ----------------------- | ------------------------- | ----------------------- | --------------------- | --------------------- | --------------------- | --------------------- |
| Александра Самарджич | Женщины до 70 кг    | DENЛерке Олсен В 10–00  | NEDСанне Ван Дейк П 00–10 | завершила выступление   | завершила выступление | завершила выступление | завершила выступление | завершила выступление |
| Лариса Церич         | Женщины свыше 78 кг | NZLСидни Эндрюс В 10–00 | PORРошель Нунес В 10–00   | FRAРомана Дикко П 00–10 | —                     | KORКим Ха Юн П 00–01  | завершила выступление | завершила выступление |

## Лёгкая атлетика
Легкоатлеты Боснии и Герцеговины выполнили нормативы для участия в Играх 2024 года, пройдя прямую квалификацию или по мировому рейтингу, в следующих соревнованиях:
Мужчины
| Спортсмен   | Дисциплина    | Полуфиналы | Полуфиналы | Финал                | Финал                |
| Спортсмен   | Дисциплина    | Результат  | Место      | Результат            | Место                |
| ----------- | ------------- | ---------- | ---------- | -------------------- | -------------------- |
| Месуд Пезер | Толкание ядра | 19.03      | 26         | завершил выступление | завершил выступление |

## Плавание
Пловцы Боснии и Герцеговины выполнили требования для участия в двух женских дисциплинах плавательного турнира Олимпиады. Также Босния и Герцеговина получила одну универсальную квоту в мужские соревнования.
Мужчины
| Спортсмен   | Дисциплина                  | Заплывы | Заплывы | Полуфиналы            | Полуфиналы            | Финал                 | Финал                 |
| Спортсмен   | Дисциплина                  | Время   | Место   | Время                 | Место                 | Время                 | Место                 |
| ----------- | --------------------------- | ------- | ------- | --------------------- | --------------------- | --------------------- | --------------------- |
| Йован Лекич | Мужчины 400 м вольный стиль | 3.57,90 | 30      | —                     | —                     | завершил выступление  | завершил выступление  |
| Лана Пудар  | Женщины 100 м баттерфляй    | 57,97   | 17      | завершила выступление | завершила выступление | завершила выступление | завершила выступление |
| Лана Пудар  | Женщины 200 м баттерфляй    | 2.09,32 | 12 Q    | 2.08,74               | 12                    | завершила выступление | завершила выступление |